# Docalidia emmrichi
Docalidia emmrichi är en insektsart som beskrevs av Nielson 1979. Docalidia emmrichi ingår i släktet Docalidia och familjen dvärgstritar. Inga underarter finns listade i Catalogue of Life.